# Arthur Wallis Myers

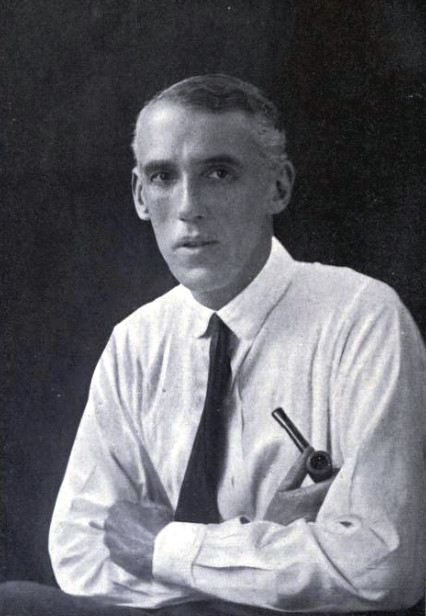
Myers (ca. 1921)

Arthur Wallis Myers (* 24. Juli 1878 in Kettering; † 16. Juni 1939 in Berrow bei Epsom, Grafschaft Surrey) war ein britischer Tennisspieler und Sportjournalist aus England.

## Leben
Myers, Sohn eines Pfarrers, nahm ab 1903 an Tennisturnieren teil. 1912 und 1913 sowie 1920 und 1921 nahm er an den Wimbledon Championships im Einzel teil, kam jedoch nie über die zweite Runde hinaus.
Von 1909 bis zu seinem Tod war er beim Daily Telegraph als Berichterstatter für Tennis tätig. Auch für die Sportzeitschrift The Field verfasste er regelmäßig Beiträge. Darüber hinaus veröffentlichte er mehrere Bücher, darunter eine Biographie über den viermaligen Wimbledon-Sieger Anthony Wilding.
Während des Ersten Weltkriegs arbeitete er ab 1917 für das britische Informationsministerium, wofür er später zum Commander of the Order of the British Empire ernannt wurde.
Er starb 1939 in Berrow bei Epson.

## Werke
- Lawn Tennis at Home and Abroad. Scribner's Sons, London 1903. (online)
- The Complete Lawn Tennis Player. George W. Jacobs & Co., Philadelphia 1908. (online)
- The story of the Davis Cup (the International Lawn Tennis Championship). Methuen & Co., London 1913.
- Captain Anthony Wilding. Hodder and Stoughton, London 1916. (online)
- Twenty Years of Lawn Tennis: Some Personal Memories. Methuen & Co., London 1921. (online)
- Fifty Years of Wimbledon: The Story of the Lawn Tennis Championships. All England Club, Wimbledon 1926.
- Lawn Tennis, its Principles & Practice: A Player's Guide to Modern Methods. .B. Lippincott, Philadelphia 1930.
- Memory's Parade. Methuen & Co., London 1932.